# یواس‌اس چیکاپی (۱۸۶۳)
یواس‌اس چیکاپی (۱۸۶۳) (به انگلیسی: USS Chicopee (1863)) یک کشتی بود که طول آن ۲۰۵ فوت (۶۲ متر) بود. این کشتی در سال ۱۸۶۳ ساخته شد.